# جزیره آکاز
جزیره آکاز، نام جزیره‌ای در خلیج گرگان و در مجاورت جزیره آشوراده است که در استان گلستان قرار دارد. این جزیره در سال ۱۳۹۹ در پی پایین رفتن سطح آب خلیج گرگان از دل آب بیرون آمد. کانال آرا به طول ۵۰۰ متر و عرض متغیر ۵۰ تا ۱۰۰ متر این جزیره جدید را از آشوراده جدا کرده‌است.
جزیره آکاز دارای ۷۰۰ هکتار مساحت است و به مکانی برای لانه‌گذاری پرندگان آبزی و کنارآبزی تبدیل شده‌است. این جزیره در حوزه شهرستان بندر ترکمن قرار دارد. جزیره آکاز در امتداد ساحل بندرترکمن به سوی بندر خواجه‌نفس ایجاد شده و از نوار ساحلی شهرستان ترکمن نیز با چشم غیرمسلح قابل دیدن است. آکاز در زبان ترکمنی به معنای «نیزار» است.